# Erik Bergman

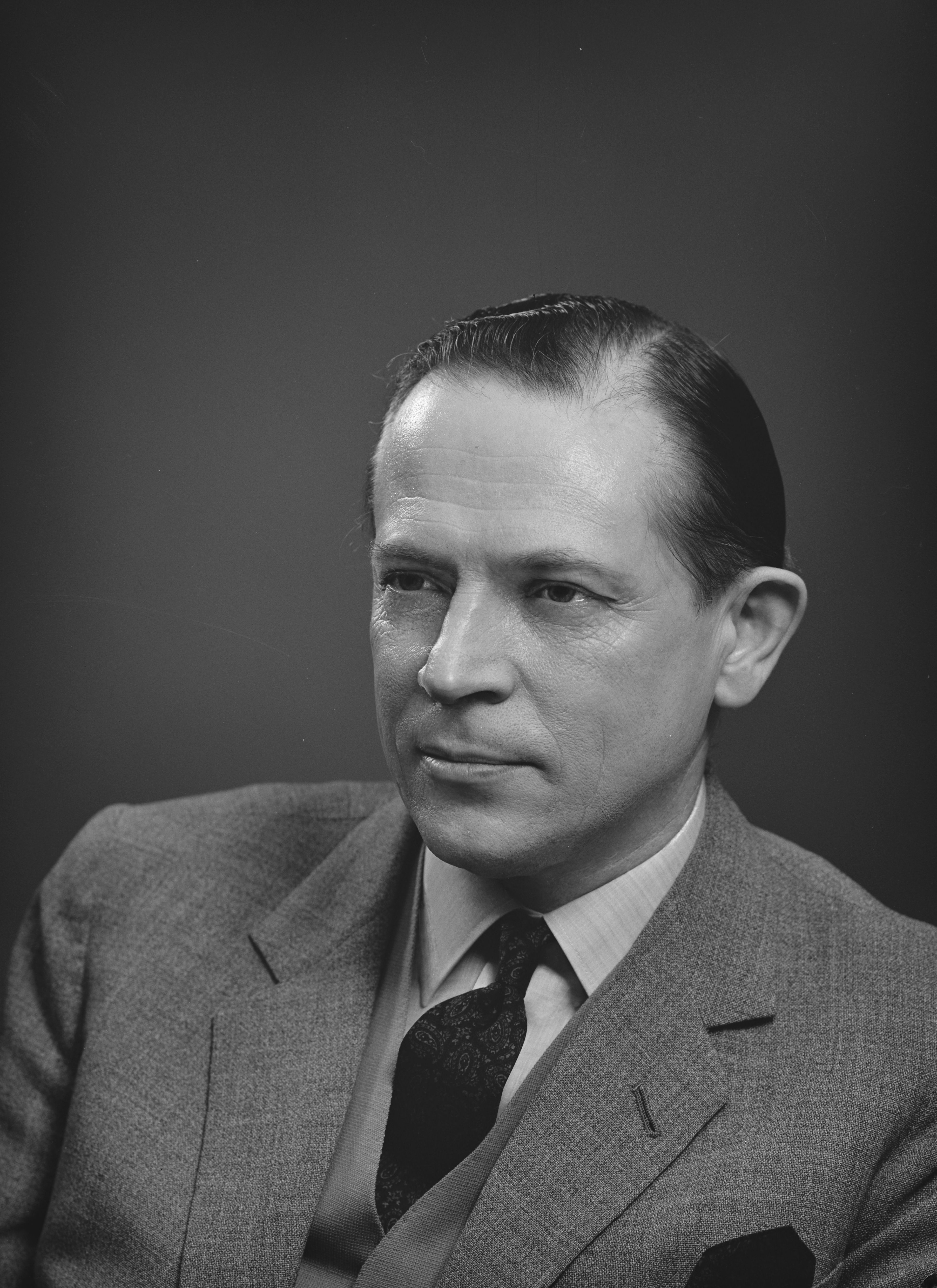
Erik Bergman im Jahr 1967

Erik Valdemar Bergman (* 24. November 1911 in Nykarleby; † 24. April 2006 in Helsinki) war ein finnischer Komponist.

## Leben
Bergman studierte an der Sibelius-Akademie von Helsinki und danach bei Heinz Tiessen in Berlin und bei Wladimir Vogel in Ascona. Seit 1963 unterrichtete er Komposition an der Sibelius-Akademie, daneben wirkte er bis 1978 als Chordirigent.
Bergman galt als Pionier der modernen Musik in Finnland. Wegen seiner Ausbildung galt er als Vertreter der Avantgarde; er baute beispielsweise die bei Wladimir Vogel erlernte Zwölftontechnik Arnold Schönbergs aus.
Er komponierte Liederzyklen und Chöre, Kantaten, ein Violinkonzert, Werke für Klavier und für Orgel, eine Gitarrensuite, ein Kammerkonzert für Flöte, Klarinette, Bassklarinette, Violine, Bratsche, Cello, Schlagzeug und Klavier und weitere Werke in kammermusikalischer Besetzung.
Sein Requiem für einen toten Dichter (1970) und Colori ed improvvisazioni für Orchester (1973) machten den Komponisten international bekannt.
1965 wurde Bergman mit dem Wihuri-Sibelius-Preis ausgezeichnet.

## Werke
- Requiem für einen toten Dichter (1970)
- Colori ed improvvisazioni (1973)
- Drei Aspekte einer dodekaphonischen Reihe
- Noa
- Aubade
- Symbol
- Circulus
- Drei Fantasien für Klavier und Klarinette
- Der singende Baum, Oper, (1988; Uraufführung in Deutsch 1995)
- Quo vadis für Klavier und Cello, op. 102 (1984)